# Kriška vas
Kriška vas este o localitate din comuna Ivančna Gorica, Slovenia, cu o populație de 133 de locuitori.